# Hardebek
Hardebek település Németországban, Schleswig-Holstein tartományban. Lakosainak száma 521 fő (2023. december 31.).

## Népesség
A település népességének változása:
| Lakosok száma | 427  | 450  | 456  | 487  | 514  | 521  |
|               | 1975 | 2017 | 2019 | 2021 | 2022 | 2023 |